# Беляков, Вячеслав Филиппович
Вячесла́в Фили́ппович Беляко́в (2 марта 1939, Москва — 20 ноября 2021, Москва) — советский и российский баянист, педагог и музыкально-общественный деятель. Профессор (1980). Заслуженный деятель искусств РСФСР (1974) и БАССР (1968).

## Биография
Родился 2 марта 1939 года в Москве. Окончил Музыкальный педагогический институт им. Гнесиных (Москва, 1964; класс Н. Я. Чайкина). В 1963—1968 работал заведующим кафедрой Уфимского училища. В 1968—1983 заведующий кафедрой народных инструментов, в 1974—1978 проректор по учебной и научной работе УГИИ. В 1983 преподаватель Московского института культуры, с 1984 — преподаватель Российской академии музыки им. Гнесиных (в 1984—1996 заведующий кафедрой народных инструментов). Стаж работы по специальности: 50 лет.
Профессор сыграл определяющую роль в становлении и развитии академической баянной школы в Уфе. Важной составляющей музыкантской работы баяниста, наряду с исполнительством и педагогикой, стало просветительство. Выделяются несколько направлений просветительской работы Белякова: проведение лекций-концертов по линии Башкирской государственной филармонии «Баян — любимый инструмент народа» во многих городах и районах Башкирии; пропаганда художественно-выразительных возможностей баяна на примере исполнения переложений высоких образцов инструментальной музыки; сотрудничество с башкирскими композиторами и премьерные исполнения новых сочинений для баяна.
Для исполнительного искусства Белякова характерно высокое мастерство, совершенная техника, тонкое ощущение музыкальных стилей. В репертуаре произведения музыкальной и современной музыки, в том числе сочинения И. С. Баха, В. А. Моцарта, П. И. Чайковского, А. И. Хачатуряна, Г. Г. Шендерёва, баш. композиторов М. М. Валеева, Х. Ш. Заимова, З. Г. Исмагилова, К. Ю. Рахимова. Первый исполнитель Вариаций на татарскую народную тему «Апипа» Н. Я. Инякина. Беляков В. Ф. гастролировал в 53 странах мира.
Основоположник школы игры на готово‑выборном баяне в Башкортостане. Автор 10 научно-методических работ. Лауреат Международного конкурса баянистов‑аккордеонистов «Кубок мира» (Прага, 1962). В 2013 в Уфе учреждён Международный конкурс баянистов, аккордеонистов и исполнителей на национальных гармониках на приз В. Ф. Белякова (проводится раз в 2 года).